# Iñaki Sáez
José Ignacio "Iñaki" Sáez Ruiz (ur. 23 kwietnia 1943 w Bilbao) – hiszpański piłkarz i trener piłkarski. Od 1996 związany jest krajową federacją piłkarską: przez kilka lat prowadził hiszpańskie reprezentacje juniorskie i młodzieżowe, zdobywając z nimi mistrzostwo świata, dwukrotnie mistrzostwo Europy oraz srebrny medal na Igrzyskach Olimpijskich. W latach 2002–04 był selekcjonerem dorosłej drużyny narodowej.

## Kariera piłkarska
Był solidnym ligowym zawodnikiem. Przez dwanaście lat związany był z Athletic Bilbao, z którym dwukrotnie triumfował w rozgrywkach o Puchar Hiszpanii. Trzy razy wystąpił w reprezentacji Hiszpanii.
- 1959-62 – Barakaldo CF
- 1962-74 – Athletic Bilbao

## Sukcesy piłkarskie
- Puchar Hiszpanii 1969 i 1973 z Athletic Bilbao

W reprezentacji Hiszpanii w 1968 rozegrał 3 mecze.

## Kariera trenerska
Przez prawie dwadzieścia lat zajmował się szkoleniem dzieci i młodzieży w Athletic Bilbao, od czasu do czasu pomagając głównemu trenerowi przy pierwszej drużynie.
W 1992 został szkoleniowcem klubu UD Las Palmas, który prowadził przez trzy sezony. Po krótkiej przygodzie z Albacete Balompie w 1996 przejął obowiązki selekcjonera hiszpańskiej reprezentacji młodzieżowej i juniorskiej. W ciągu sześciu lat pracy z tymi drużynami zdobył wszystkie najważniejsze trofea (mistrzostwo świata U-20, dwukrotnie mistrzostwo Europy U-21 oraz srebrny medal olimpijski) oraz odnalazł i wyszlifował wiele piłkarskich talentów, które później stanowiły o sile dorosłej reprezentacji. Jego wychowankami są m.in. Iker Casillas, Daniel Aranzubia, Joan Capdevila, Carlos Marchena, Carles Puyol, David Albelda, Xavi, Fernando Torres i wielu innych.
Po niespodziewanej rezygnacji José Antonio Camacho po Mundialu 2002 został wybrany na selekcjonera dorosłej kadry. Reprezentację oparł na piłkarzach, których w przeszłości prowadził w drużynie młodzieżowej. Mimo to, do Mistrzostw Europy 2004 Hiszpania awansowała dopiero po barażach, a na samym turnieju zaprezentowała się bardzo słabo i pierwszy raz od 1988 wracała do domu już po rundzie grupowej. Sáezowi zarzucano defensywny styl gry oraz zbytnią ufność w Raúla, który wówczas nie był w najwyższej formie. Po Euro 2004 trener został zdymisjonowany ze stanowiska opiekuna zespołu seniorów i powrócił do pracy z hiszpańską drużyną młodzieżową.
- 1974-92 – Athletic Bilbao, sztab trenerski
- 1992-95 – UD Las Palmas
- 1995-96 – Albacete Balompie
- 1996-02 – reprezentacje Hiszpanii juniorskie i U-21
- 2002-04 – reprezentacja Hiszpanii
- od 2004 – reprezentacje Hiszpanii juniorskie i U-21

## Sukcesy trenerskie
- srebrny medal Igrzysk Olimpijskich 2000, mistrzostwo Europy U-21 1998, mistrzostwo Europy U-19 2002 oraz mistrzostwo świata U-20 1999 z młodzieżowymi reprezentacjami Hiszpanii
- awans do Mistrzostw Europy 2004 i start w tym turnieju (zakończony odpadnięciem po fazie grupowej) z reprezentacją Hiszpanii